# نديم نعيم
نديم نعيم (1919-1987)، سياسي ومحامي ونائب ووزير لبناني.

## العائلة والنشأة
ولد نديم نعيم عام 1919 في الشياح في ضاحية بيروت في عائلة مارونية أصيلة قضاء عاليه. والده هو المحامي وديع نعيم الذي انتخب نائبا في البرلمان في الأربعينات عن الكتلة الدستورية، وتولى وزارتي الداخلية والتربية الوطنية في حكومة عبد الحميد كرامي عام 1945. برز أيضا من عائلته شقيقه إدمون حاكم مصرف لبنان الاسبق الذي انتخب بدوره نائبا عام 2005 . زاول تعليمه في مدرسة الآباء اليسوعيين ثم في مدرسة الحكمة. التحق بعدها بالجامعة اليسوعية حيث تحصل على إجازة في الحقوق عام 1943.
تدرج في مكتب والده وفي 1948 انتخب عضوا في نقابة المحامين.

## في المجلس النيابي
على عكس شقيقه إدمون الذي كان منتميا للحزب التقدمي الاشتراكي، انضم نديم نعيم إلى منافسه حزب الوطنيين الأحرار وانتخب عنه نائبا في دائرة بعبدا عام 1968 على لائحة الحلف الثلاثي صحبة محمود عمّار وإدوار حنين وعبده صعب وبشير الأعور. حافظ على مقعده في انتخابات 1972 التي خاضها على لائحة ضمت نفس مترشحي 1968 باستثناء بيار دكاش الذي عوض إدوار حنين. شارك من موقعه كنائب في الانتخابات الرئاسية 1970 و1976 واغسطس 1982 وسبتمبر 1982، كما حضر تصويت اتفاقية 17 آيار مع إسرائيل. استمرت عضويته في المجلس بحكم التمديد إلى وفاته في 22 أبريل 1987.

## في الوزارة
عين في 31 أكتوبر 1974 وزيراً للعمل والشئون الاجتماعية في حكومة رشيد الصلح في عهد الرئيس سليمان فرنجية. واستمرت مشاركته فيها إلى 17 مايو 1975 تاريخ استقالته صحبة محمود عمّار وميشال ساسين تضامنا مع الوزيرين الكتائبين جورج سعادة ولويس أبو شرف على خلفية الأزمة الحكومية التي رافقت بداية الحرب الأهلية.